# منتخب كازاخستان لاتحاد الرغبي للسيدات
منتخب كازاخستان لاتحاد الرغبي للسيدات هو ممثل كازاخستان الرسمي في المنافسات الدولية في اتحاد الرغبي في فئة رياضة نسوية. تأسس في 31 أكتوبر 1993.

## وصلات خارجية
- الموقع الرسمي